# Mladé Buky
Mladé Buky là một chợ huyện thuộc huyện Trutnov, vùng Královéhradecký, Cộng hòa Séc.